# Шведська Естляндія
59°26′00″ пн. ш. 24°45′00″ сх. д. / 59.4333° пн. ш. 24.75° сх. д.
Герцогство Естонія (швед. Hertigdömet Estland; ест. Eestimaa hertsogkond; нім. Herzogtum Estland), також відоме як Шве́дська Естля́ндія (швед. Svenska Estland) — термін на позначення історичної доби між 1558 та 1710 роками, коли частини сучасної Естонії - Князівство Естонії (а після 1645 року вся теперішня країна) перебували під шведським пануванням. Королі Швеції, окрім іншого носили також титул "Князь Естонії". 
У результаті розпаду держави Тевтонського ордену місцева знать балтійських німців в областях Гаррієн (Гар'юмаа) та Вірланд (Іда-Вірумаа і Ляяне-Вірумаа), а також у місті Ревель у червні 1561 (і дещо пізніше — в області Єрвен (Ярвамаа)) попрохала і отримала захист з боку шведського короля Еріка XIV, що призвело до вступу Швеції в Лівонську війну. На час завершення військових дій у 1583 році Швеція владарювала у північній частині сучасної Естонії та на острові Хіюмаа; ця територія утворила Естонське герцогство (1561—1721). Після відновлення воєн між Польщею та Швецією південні райони нинішньої Естонії (тодішню шведську Лівонію) було включено за Альтмаркським перемир'ям 1629 року до складу Швеції. 1645 року Швеція також відібрала у Данії острів Сааремаа і, таким чином, взяла під контроль усю нинішню Естонію.
Час шведського панування припинився 1710 року, коли всі шведські балтійські провінції скорилися російським військам на кінцевих стадіях Великої Північної війни. Російська гегемонія оформилася в 1721 році.
Причини шведського вступу в Естонію були економічні, а також політичні та військові. Шведська корона не в останню чергу була зацікавлена в отриманні частки зиску від багатої торгівлі з Росією. Водночас, утвердження в Естонії могло також розглядатися як спосіб перешкодити Московії та Данії здобути потенційно небезпечні плацдарми поблизу підкореної Швецією Фінляндії.
Час шведського панування іноді в розмовній мові називають «старими добрими шведськими часами» (ест. vana hea Rootsi aeg). Проте залишається неясним, чи сучасне естонськомовне населення використовує цей вираз узагальнено, чи вважає час шведського правління значно кращим, ніж часи раніших чужоземних правителів. Однак, особливо у пізнішу частину доби шведського панування в Естонії, шведська влада започаткувала ряд реформ, спрямованих на послаблення впливу місцевої німецькомовної аристократії на користь тамтешнього естонськомовного селянства. У світлі цього є деякі підстави гадати, що естонськомовне населення розглядало шведське володарювання як таке, що характеризувалося верховенством закону, а також збереглися записи, що у пізніші лихоліття нижчі класи висловлювали бажання повернутися під шведську владу.
Шведські реформи (а деякі з них мали тривалий вплив) включали також заснування Тартуського університету (та інших освітніх установ, наприклад, гімназії Густава Адольфа); стійке сприяння лютеранству і забезпечення перекладу Біблії естонською; а також створення апеляційного суду в Тарту.

## Перші роки

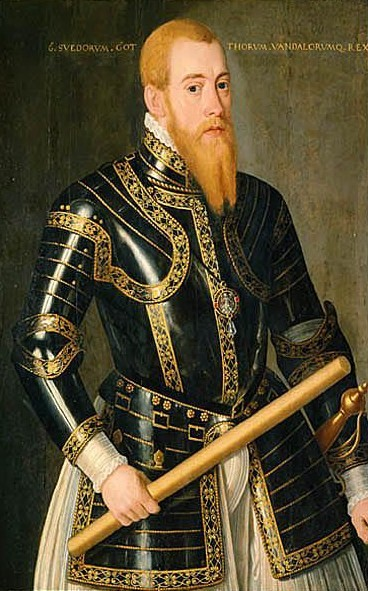
Доба шведського владарювання в Естонії розпочалася за короля Еріка XIV

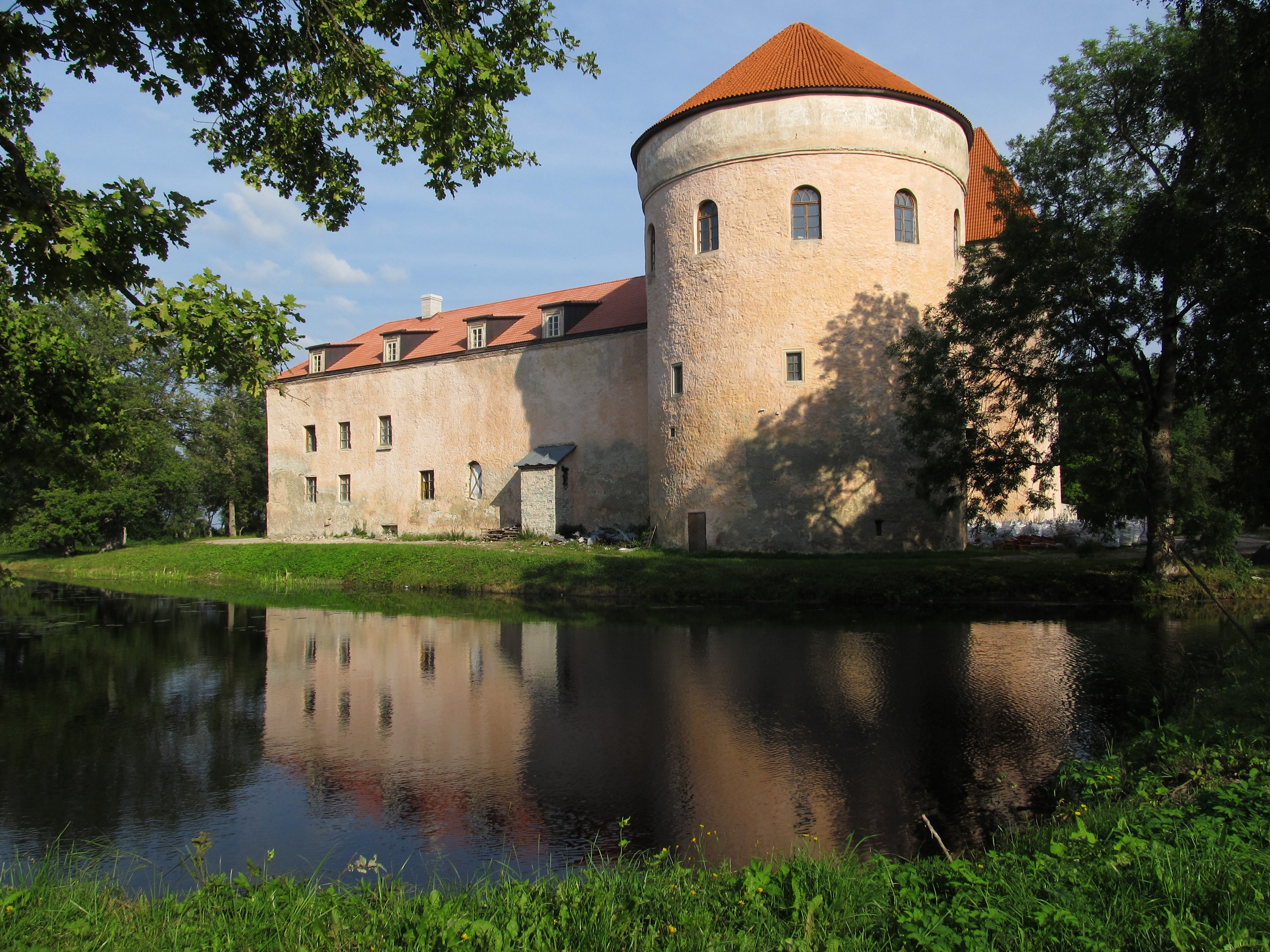
Фортеця Колувере — місце Битви при Лоде між московськими та шведськими військами під час Лівонської війни. Війна закінчилася підтвердженням Швецією свого сюзеренітету над північною Естонією.

Між жителями нинішньої Швеції та Естонії відбувалися контакти, щонайменше, від епохи вікінгів. Наприклад, рунічний камінь у церкві Руслагс-бру, що в Швеції, вшановує людину, яку було вбито в Естонії в ХІ столітті. Принаймні, від Середньовіччя в Естонії існувала шведська меншина. Під час Північних хрестових походів шведські хрестоносці зробили невдалу спробу завоювати Естонію. Зате цей край завоювали здебільшого німецькі лицарі-хрестоносці, встановивши там і на більшості території Балтії державу Тевтонського ордену. Із занепадом Тевтонського ордену і його держави шведські політичні амбіції повернулися в Естонію. Майбутній король Юхан III, ще будучи Великим князем Фінляндським, у 1550-х роках мав амбіції встановити шведську владу в Естонії, але його стримував батько Густав Васа. Так тривало до 1558, коли місцеве дворянство попрохало нового короля Еріка XIV втрутитися у тодішню Лівонську війну і захистити землі Гар'юмаа і Вірумаа та місто Таллінн в обмін на сюзеренітет над ними. Лівонська війна, в яку Швеція тепер була втягнута, тривала до 1583 (завершившись Плюсським перемир'ям). Для Швеції вона закінчилася не тільки здобуттям тієї території, яка у 1561 році просила шведського захисту, а й захопленням міста Нарва.
Назва Лівонія, що раніше позначала всю сучасну Естонію і Латвію, відтоді застосовувалася до південної Естонії та Латвії, що перебували під польським управлінням, тоді як словом «Естонія» почали позначати шведські володіння північної та західної Естонії. І тільки на початку ХХ століття термін «Естонія» почали використовуватися для означення всіх земель, жителі яких говорили естонською мовою.
Швеція приступила до реорганізації уряду в новому герцогстві тільки після укладення мирного договору з Московією в 1583 році. Як і лівонські маєтки, естонська аристократія і міста сдалися на умовах, що їхні привілеї будуть збережені. На відміну від Лівонії, де Польща незабаром порушила цю домовленість, шведські королі додержували своїх обіцянок, даних Таллінну і місцевій знаті.
Поміщиків північної і західної Естонії, які складали основу естонської шляхти, представляли їхні загальні збори, що регулярно скликалися раз на три роки (Landtag), та їх виконавчий орган — колегія магістратів (Landratscollegium). Шведську монархію представляв лорд-намісник, пізніше шведські генерал-губернатори, а правити територією допомагала знать. Власність Корони складалася із земель, що раніше належали Лівонському орденові, монастирям і єпископам, а також із покинутих помість; частина земель, які було покинуто у війну, перейшла під контроль місцевої аристократії. З метою управління ці землі було розділено на вотчини, які далі поділялися на коронні маєтки, де керували ландвойти. Шведські королі щедро роздавали землі у приватне володіння — в нагороду як за заслуги, так і за службу.
Із цієї причини більшість естонських земель до кінця XVI століття були у приватній власності, а власниками були здебільшого балтійські німці. Балтійське німецьке дворянство посіло панівне становище як в економічній, так і в політичній сферах, а пізніші спроби Корони обмежити цей вплив наштовхнулися на потужний опір. Поступки центральної влади упродовж такого довгого часу пов'язувалися з безперервними війнами, де важливим було зберегти лояльність місцевої аристократії.

## Розширення

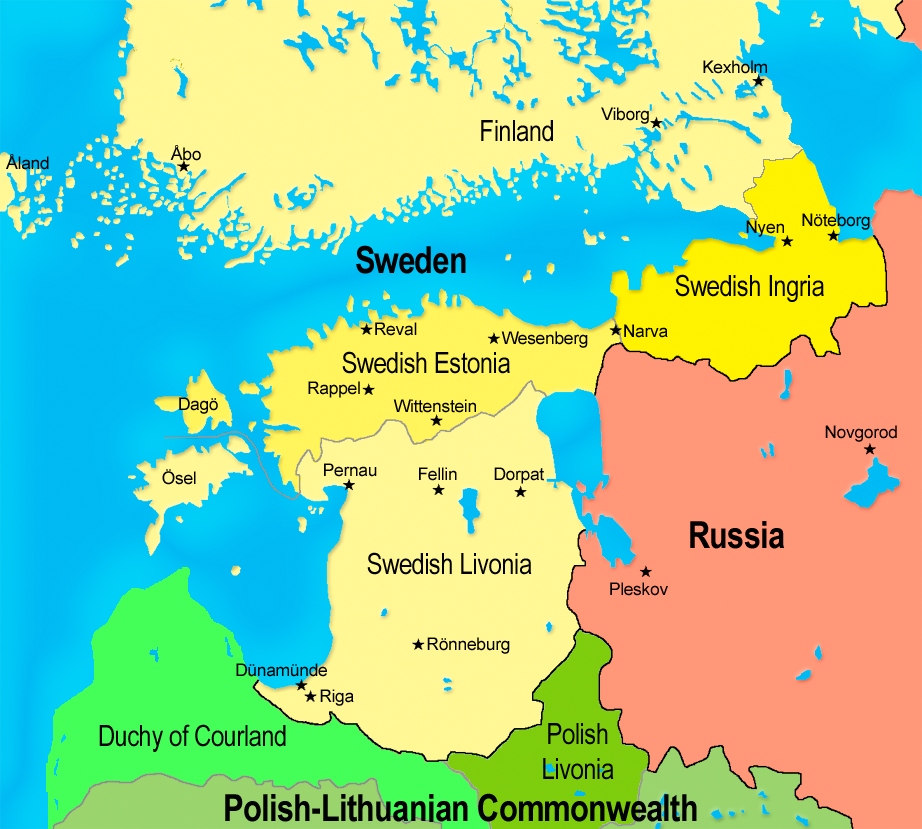
Прибалтійські провінції Шведської імперії у XVII столітті. Сучасна Естонія складається з Естонського герцогства (1561—1721) і частини Шведської Лівонії

Завоювання шведської Естонії (Естонського герцогства) було відправною точкою політики розширення для Швеції, що породило той період у її історії, який інколи називають Шведською імперією. У XVII столітті Швеція здобула великі території навколо Балтійського моря. 1629 року підпорядкована Польщі Лівонія, включаючи південні частини сучасної Естонії, була завойована шведськими військами, а в 1645 році Данія у рамках Брьомсебруського мирного договору відступила Швеції острів Сааремаа (нім. Ösel).
Якщо здача Швеції північної Естонії розцінювалася як добровільна, то Лівонія розглядалася як окупована територія. Король Густав II Адольф Ваза згодом лише частково відновив привілеї лівонської аристократії, втрачені за польських часів. Під керівництвом генерал-губернатора було розбудовано сильну центральну владу і запроваджено шведські закони. Також багато місцевої аристократії втекло під час війни, а на їхнє місце переїхали представники шведської знаті, які заволоділи багатьма лівонськими маєтками.
Шведська влада здійснювала суворий контроль над релігійним та інтелектуальним життям, влаштовуючи з кінця XVI і протягом усього XVII століття регулярні інспекції, так звані оглядини (візити). Вище духовенство — єпископи або інспектори — відвідували одну громаду парафіян за іншою, перевіряючи релігійні вірування селян і викорінюючи залишки естонської міфології (язичництва) або католицизму. Перші великомасштабні оглядини здійснив Йоганнес Рудбекіус (Johannes Rudbeckius). Також Густав II Адольф за допомогою губернатора Юхана Бенгтсона Шютте заснував апеляційний суд у Тарту і Тартуський університет.
Одначе спадкоємці Густава II Адольфа поступилися лівонській аристократії більшою кількістю прав. Це було частково викликано тим, що держава здала свою економічну і політичну владу, передавши більшість королівської власності у приватні руки (здебільшого шведській вищій аристократії за її заслуги). До 1647 року дістало визнання лівонське дворянство: воно також було тепер представлене в крайовому «ландтазі» та виконавчій «ландратсколегії». Ландтаг скликався кожні три роки, а напрями політики обговорювалися з центральною владою. У шведському парламенті (риксдазі) аристократія Естонії, Лівонії і Сааремаа представлення не мала.

## За часів Карла ХІ

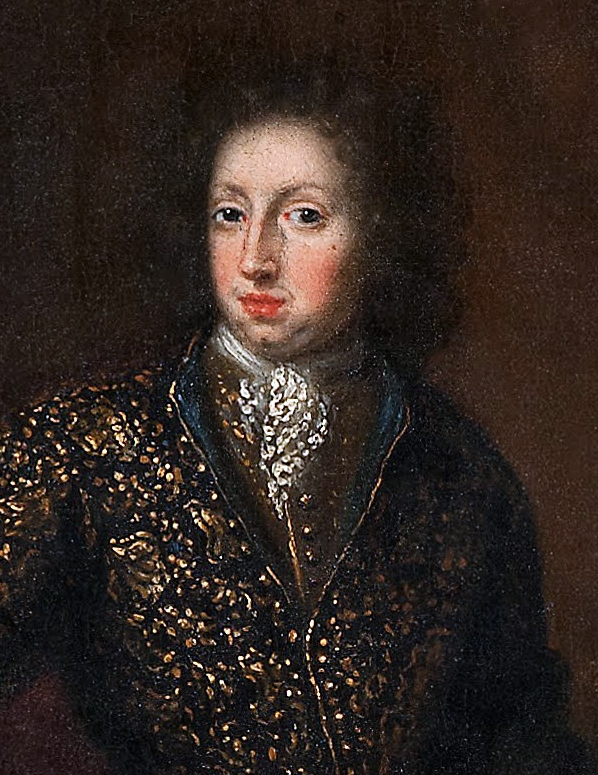
Карл XI ініціював низку реформ у підконтрольній Швеції Естонії

Правління короля Карла XI принесло докорінні зміни у політиці Швеції в її заморських провінціях. У результаті безперервних війн і передачі королівської власності у приватне володіння, доходи шведської держави знизилися. Для збільшення своїх доходів було проведено так звану редукцію — повернення у королівську власність ленів, раніше переданих у володіння дворянам. Скорочення поміщицьких земель пов'язувалося з іншою радикальною зміною — створенням абсолютистської монархії за Карла XI, який прагнув до зміцнення центральної влади в усіх частинах імперії і сприяв міцним зв'язкам між метрополією і зарубіжними провінціями.
1680 року шведський риксдаг оголосив так звану Велику редукцію (велике скорочення). Якщо колишні скорочення не поширювалися на Естонію і Лівонію, то це рішення охоплювало також і ці області. Всі землеволодіння, які з початком шведського панування перейшли у приватну власність, підлягали скороченню. Ця вимога зустріла запеклий опір місцевої знаті. Місцеві верхи побачили в цьому рішенні шведського риксдагу — прийнятому без схвалення місцевих ландтагів — порушення їхніх прав на двовладдя держави і аристократії, яке функціонувало дотепер; в розумінні лівонського дворянства, зарубіжні провінції прив'язувалися до Швеції шляхом унії. В естонському герцогстві, де власність на землю було чіткіше визначено і де більше помість передано за прадавнім законом про успадкування, скорочення 1680 року пройшло досить мирно.
За скороченням прийшли також інші реформи. Господарям помість більше не дозволялося бити землеробів; селяни могли подати в суд на таких господарів, навіть звернутися до самого короля. Було заборонено продавати селян без землі, віддаляти їх від їхніх земель або брати собі їхні землі. Статус естонських селян на королівських угіддях ще не можна було порівняти з тим, що мали вільні селяни у Швеції, але він був набагато кращим, ніж становище селян на приватних землях. Із початком редукції Карл XI оголосив про свій намір скасувати в естонських королівських маєтках кріпацтво, адже прибалтійським провінціям була властива кріпаччина.

## Велика Північна війна і кінець шведського панування в Естонії
Реформи, проведені в Естонії за Карла XI, не мали тривалого ефекту; насправді було запроваджено лише шведське церковне право. У 1697 році Карл XI помер від раку, на трон вступив його син Карл XII і в 1700 році спалахнула Велика Північна війна. До 1699 року Польща, Данія та Московія утворили антишведський альянс. Війна, яка тривала до 1721 і в якій одну з основних шведських перемог було здобуто в Естонії (Битва під Нарвою), в кінцевому підсумку обернулася для Швеції катастрофою. 1709 року російські війська почали облогу центру Лівонії Риги; після захоплення Риги в 1710 лівонські та естонські міста здалися одне за одним. Війна на території Естонії закінчилася капітуляцією Талліна у вересні 1710. Оскільки Росія вважала підтримку місцевої знаті важливою у справі зміцненні своєї влади, міста і аристократи домоглися вигідних умов капітуляції. Включення Естонії та Лівонії до складу Росії було заявлено 1721 року в Ништадтському мирному договорі, чим було закінчено війну, яка тривала ще десять років поза межами Естонії.